# Romana Staňková
Pour les articles homonymes, voir Stankova.
Romana Staňková est une joueuse volley-ball tchèque, née le 13 avril 1991 à Havlíčkův Brod. Elle mesure 1,87 m et joue au poste de réceptionneuse-attaquante.

## Clubs
| Club                   | De        | À         |
| ---------------------- | --------- | --------- |
| VK Královo Pole        | 2006-2007 | 2012-2013 |
| Ladies in Black Aachen | 2013-2014 | 2014-2015 |
| SVS Post Schwechat     | 2015-2016 | 2015-2016 |
| BVK Bratislava         | 2016-2017 | 2016-2017 |
| VK Dukla Liberec       | 2017-2018 | 2017-2018 |
| PVK Olymp Praha        | 2018-2019 | …         |

## Palmarès
- Coupe d'Allemagne
  - Finaliste : 2015.
- Coupe d'Autriche
  - Vainqueur : 2016.
- Championnat d'Autriche
  - Vainqueur : 2016.
- Championnat de Slovaquie
  - Finaliste : 2017.
- Coupe de République tchèque
  - Finaliste : 2020.